# 修羅王政勝
修羅王 政勝（しゅらおう まさかつ、1949年7月15日 - 没年不明）は、東京都西多摩郡奥多摩町出身で二子山部屋に所属した元大相撲力士。本名は江戸 政勝（えど まさかつ）。187cm、175kg。最高位は東十両4枚目。

## 経歴
1963年5月場所に初土俵。1971年3月場所に十両昇進、1975年5月場所限りで廃業。

## エピソード
- 関取時代の睡眠時間は7時間。寝ている時はテレビは付けっぱなしであった[1]。
- 1973年9月場所9日目に行われた二子山部屋座談会では長所を聞かれると「いいところないもん」と自嘲し、兄弟子の二子岳も「あまり、ないな（笑）」と同調した。しかし若獅子曰く「純心」[1]。
- 二子山部屋力士の中で早食いかつ大食いであった[1]。
- 肥満体型であったため、貴ノ花が言うに四股は10回踏めば草臥れるほど持久力に欠けていたという。

## 主な成績
- 通算成績：282勝266敗29休  勝率.515
- 十両在位：58勝65敗27休  勝率.472
- 現役在位：73場所
- 十両在位：10場所
- 各段優勝
  - 幕下優勝：2回（1971年1月場所、1972年1月場所）
  - 三段目優勝：1回（1967年1月場所）

### 場所別成績
| | 一月場所 初場所（東京） | 三月場所 春場所（大阪） | 五月場所 夏場所（東京） | 七月場所 名古屋場所（愛知） | 九月場所 秋場所（東京） | 十一月場所 九州場所（福岡） |
| --- | ----------------------- | ----------------------- | ----------------------- | --------------------------- | ----------------------- | --------------------------- |
| 1963年 （昭和38年） | x                       | x                       | （前相撲）              | （前相撲）                  | 東序ノ口26枚目 4–3      | 西序二段78枚目 2–5          |
| 1964年 （昭和39年） | 西序二段100枚目 4–3     | 東序二段79枚目 5–2      | 東序二段45枚目 4–3      | 西序二段25枚目 4–3          | 西序二段5枚目 1–6       | 西序二段42枚目 2–5          |
| 1965年 （昭和40年） | 東序二段80枚目 4–3      | 東序二段50枚目 2–5      | 東序二段71枚目 6–1      | 東序二段3枚目 2–5           | 東序二段23枚目 5–2      | 東三段目82枚目 4–3          |
| 1966年 （昭和41年） | 東三段目60枚目 5–2      | 西三段目32枚目 3–4      | 東三段目40枚目 6–1      | 西幕下91枚目 1–6            | 東三段目22枚目 3–4      | 西三段目33枚目 2–5          |
| 1967年 （昭和42年） | 東三段目55枚目 優勝 7–0 | 西幕下59枚目 2–5        | 東三段目33枚目 4–3      | 東三段目16枚目 4–3          | 西三段目5枚目 4–3       | 西幕下53枚目 3–4            |
| 1968年 （昭和43年） | 西幕下60枚目 4–3        | 東幕下48枚目 2–5        | 西三段目5枚目 4–3       | 東幕下56枚目 3–4            | 西三段目6枚目 4–3       | 西幕下55枚目 4–3            |
| 1969年 （昭和44年） | 西幕下50枚目 5–2        | 西幕下34枚目 5–2        | 西幕下19枚目 3–4        | 東幕下25枚目 5–2            | 西幕下13枚目 5–2        | 東幕下5枚目 4–3             |
| 1970年 （昭和45年） | 東幕下3枚目 4–3         | 東幕下2枚目 3–4         | 西幕下4枚目 4–3         | 東幕下2枚目 2–5             | 東幕下12枚目 4–3        | 東幕下9枚目 3–4             |
| 1971年 （昭和46年） | 西幕下14枚目 優勝 7–0   | 西十両12枚目 8–7        | 西十両8枚目 7–8         | 西十両10枚目 4–11           | 西幕下4枚目 4–3         | 西幕下筆頭 2–5              |
| 1972年 （昭和47年） | 西幕下11枚目 優勝 7–0   | 西十両7枚目 1–2–12      | 西幕下5枚目 1–6         | 西幕下19枚目 5–2            | 西幕下8枚目 3–4         | 西幕下12枚目 4–3            |
| 1973年 （昭和48年） | 東幕下11枚目 2–5        | 西幕下27枚目 7–0        | 東幕下筆頭 5–2          | 西十両12枚目 10–5           | 東十両4枚目 7–8         | 東十両6枚目 6–9             |
| 1974年 （昭和49年） | 東十両10枚目 8–7        | 東十両8枚目 7–8         | 西十両9枚目 休場 0–0–15 | 西幕下15枚目 0–5–2          | 東幕下49枚目 3–4        | 東幕下56枚目 5–2            |
| 1975年 （昭和50年） | 東幕下33枚目 4–3        | 西幕下27枚目 1–6        | 東幕下55枚目 引退 3–4–0 | x                           | x                       | x                           |
| 各欄の数字は、「勝ち-負け-休場」を示す。 優勝 引退 休場 十両 幕下 三賞：敢=敢闘賞、殊=殊勲賞、技=技能賞 その他：★=金星 番付階級：幕内 - 十両 - 幕下 - 三段目 - 序二段 - 序ノ口 幕内序列：横綱 - 大関 - 関脇 - 小結 - 前頭（「#数字」は各位内の序列） |                         |                         |                         |                             |                         |                             |

## 改名歴
- 江戸 政勝（えど まさかつ）1963年5月場所 - 1970年7月場所
- 修羅王 政勝（しゅらおう まさかつ）1970年9月場所 - 1973年1月場所
- 修羅王 道心（しゅらおう どうしん）1973年3月場所 - 1974年9月場所
- 江戸（えど）1974年11月場所 - 1975年5月場所